# Xian de Sa'gya
Le xian de Sa'gya, aussi appelé comté de Sakya en français et Sakya Dzong (tibétain : ས་སྐྱ་རྫོང, Wylie : sa skya rdzong, pinyin tibétain : Sa'gya Zong ; chinois simplifié : 萨迦县 ; pinyin : sàjiā xiàn) est un district administratif de la région autonome du Tibet en Chine. Il est placé sous la juridiction de la ville-préfecture de Shigatsé. C'est le berceau de la lignée bouddhiste sakyapa dont les patriarches dirigèrent le Tibet du milieu du XIIIe siècle au milieu du XIVe siècle.

## Démographie
La population du district était de 43 405 habitants en 1999.